# كينجي سوزوكي (مذيع)
كينجي سوزوكي (باليابانية: 鈴木健二؛ بالكانا: すずき けんじ) هو مذيع ‏ ياباني، ولد في 23 يناير 1929 في طوكيو في اليابان.